# رينيه فيفيان
رينيه فيفيان (بالإنجليزية: Renée Vivien)‏ (11 يونيو 1877، لندن في المملكة المتحدة - 18 نوفمبر 1909، باريس في فرنسا)؛ كاتِبة وشاعرة بريطانية.